# سيلفانوس نيميلي
سيلفانوس نيميلي(بالإنجليزية: Sylvanus Nimely)‏ (ولد في 4 أيلول / سبتمبر 1998) هو لاعب كرة قدم ليبريي دولي يلعب في مركز الهجوم.نيميلي يلعب في الدوري الروسي الممتاز لصالح  نادي سبارتاك موسكو. شقيقه الأكبر، اليكس, أيضا لاعب كرة قدم محترف.

## وصلات خارجية
- سيلفانوس نيميلي على موقع قاعدة بيانات كرة القدم.إي يو (الإنجليزية)
- سيلفانوس نيميلي على موقع ناشيونال فوتبول تيمز (الإنجليزية)
- سيلفانوس نيميلي على موقع Soccerway.com (الإنجليزية)